# Austrodrillia subplicata
Austrodrillia subplicata é uma espécie de gastrópode do gênero Austrodrillia, pertencente a família Horaiclavidae.